# Biopreparat
Biopreparat (Биопрепарат på ryska) var namnet på den organisation under vilken alla biovapenprogram samlades före Sovjetunionens kollaps, med början 1973.
30,000 anställda hjälpte till att utveckla och producera biologiska vapen, redo att användas i ett nytt världsomfattande krig. Projektet ska ha startats av akademikern Jurij Ovtjinnikov, som övertalade Leonid Brezjnev att biovapen var nödvändiga. Arbetet med biopreparat inleddes avsiktligt i hemlighet trots att Sovjetunionen undertecknat en konvention som förbjöd biologiska vapen 1972.

## Efter kollapsen
Biopreparat gick igenom omfattande förändringar då Sovjetunionen kollapsade. Man har avslutat vissa stora produktionslinjer, och vad som hänt operationen i helhet är ännu oklart. Man tror att Biopreparat har en eller fler efterföljare, som åtminstone utvecklade biovapen under 1990-talet.
Biopreparat var världens största utvecklare av antrax (mjältbrand), men även den ledande operationen inom biologiska vapen.
Den årliga produktionen av biovapen uppskattas till tiotals ton, som typiskt hittas i avlägsna fabriker runtom i det forna Sovjet. Antraxfabriken i Sverdlovsk blev världskänd efter en olycka 1979.
Doktor Kanatjan Alibekov, även känd som Ken Alibek, var direktör för Biopreparat från 1988-1992, då han under sitt sista år hoppade av till Förenta Staterna. Han skrev en bok, Biohazard, om verksamheten.